# Steneuryopa minuta
Steneuryopa minuta är en skalbaggsart som beskrevs av Wittmer 1986. Steneuryopa minuta ingår i släktet Steneuryopa och familjen Phengodidae. Inga underarter finns listade i Catalogue of Life.